# Рубцов, Геннадий Сергеевич
Рубцов Геннадий Сергеевич (род. 17 октября 1940, Кормиловка, Омская область) — Заместитель Председателя Верховного Совета Крыма в 1997—1998. Член-корреспондент Международной академии наук экологии, безопасности человека и природы.

## Образование
- Высшая международная школа управления и бизнеса.
- Высшая партийная школа при ЦК КПСС (отделение работников печати, г. Москва).
- Военно морское училище, штурманский факультет. Экстерном.
- Центр подготовки экипажей атомных ракетных стратегических подводных лодок.

## Биография
- 1989—1994 гг. Учредитель, издатель и главный редактор издательства «Сады Тавриды».
- 1991—2016 гг. Генеральный директор ООО «Ситалл», г. Севастополь.
- 1998—1999 гг. Президент фонда «Крым-Москва».
- 1995—1998 гг. Председатель Высшего экономического Совета Крыма.
- 1997—1998 гг. Заместитель Председателя Верховного Совета Крыма.
- 1994—1995 гг. Заместитель Председателя Севастопольского городского Совета народных депутатов.
- 1980—1986 гг. Служба на Черноморском флоте.
- 1978—1980 гг. Заместитель командира войсковой части особого режима.
- 1970—1978 гг. Заместитель командира атомной ракетной стратегической подводной лодки К-366 (25-я дивизия 2-й флотилии АПЛ, Тихоокеанский флот, Петропавловск Камчатский).
- 1968—1970 гг. Заместитель командира подводной лодки С-73 (182-я бригада 2-й флотилии, Тихоокеанский флот, Петропавловск Камчатский).
- 1966—1968 гг. Отдел информации редакции газеты «Боевая вахта» (Тихоокеанский флот, г. Владивосток).
- 1963—1966 гг. собственный корреспондент областной и республиканской газет: «Амурская правда», «Социалистическая Якутия и Кыым»; г. Благовещенск, г. Якутск.
- 1964 г. Член Союза журналистов СССР, член Союза журналистов России.
- 1959—1963 гг. Срочная служба на подводных лодках Тихоокеанского флота. Старшина команды радиотехнической службы — старший инструктор Специального учебного Центра по подготовке экипажей подводных лодок Республики Индонезия.

## Общественная деятельность
Депутат Верховного Совета Крыма 2-го созыва (1995—1998).

## Научная деятельность
- Член Русского географического общества с 2016 года.
- 2005 −2008 гг. — Руководитель проекта по разработке Экологического паспорта на акватории (бухты) Азово-Черноморского побережья Крыма.
- 2007 г. — Член-корреспондент Международной академии наук экологии, безопасности человека и природы.
- 2005—2007 гг. — Руководитель и разработчик «Программы комплексной экологической очистки акваторий Азово-Черноморского бассейна от загрязнений до 2025 года».
- Автор многочисленных публикаций по проблемам экологической и техногенной безопасности.